# Agrypon hyperetis
Agrypon hyperetis är en stekelart som beskrevs av Dasch 1984. Agrypon hyperetis ingår i släktet Agrypon och familjen brokparasitsteklar. Inga underarter finns listade i Catalogue of Life.